# Edward Albee
Edward Albee (Washington, 1928. március 12. – Montauk, New York, 2016. szeptember 16.) kétszeres Tony-díjas amerikai drámaíró és színházi rendező.
Albee Arthur Miller és Tennessee Williams mellett a modern amerikai drámairodalom egyik legkiemelkedőbb alakja. Magyarországon egyik első egyfelvonásosával lett egy csapásra ismert: Bessie Smith halála (1960), az abszolút és végleges világsikert pedig a Nem félünk a farkastól (1962) című dráma, és a belőle készült film hozta meg számára.

## Életpályája
Fogadott gyerek volt. New Yorkban és Westchesterben nőtt fel. Washingtonban és a New York-i Columbia Egyetemen tanult. Először a regény- és versírás érdekelte, az 50-es évek végén fordult figyelme a dráma felé. 1959-ben mutatták be első darabját Nyugat-Berlinben.

### Munkássága
A modern amerikai dráma egyik legjelentősebb képviselője volt. Az abszurd dráma elvontsága, pesszimizmusa műveiben az amerikai dráma hagyományos lélektani-társadalmi-természeti ábrázolásmódjának elemeivel társul. Első három egyfelvonásosa: Az állatkerti történet (1959), Bessie Smith halála (1960) és A homokozó (1959) a modern élet tragikus magányosságát és abszurditását példázza. Az amerikai álom (1960) című tragikomédia három nemzedék üres életét groteszk iróniával jelenítette meg. Legismertebb drámája a Nem félünk a farkastól (1962), amelyben két jellegzetes amerikai értelmiségi házaspár életének lelki háttere jelenik meg és lepleződik le rendkívüli erővel, vad összecsapások és gátlástalan kitárulkozások közepette. Csöpp Alice (1964) című drámája az allegórikus szatírával kísérletezik, de létrejöttében csak erkölcsi példává válik. A Kényes egyensúly a negatív tett, a passzivitás, a félelem drámája. Mindent a kertbe (1967) című szatirikus drámája adaptáció, az amerikai erkölcsi züllés gúnyrajza. 
Sok kritikus első, teljes estét betöltő, Nem félünk a farkastól című, 1966-ban megfilmesített háromfelvonásos darabját tartja a legjelentősebbnek. A mű azonnal elismerést váltott ki a kritika körében. Egy tucat díjat kapott.
Az írás mellett számos darabot rendezett, és iskolákban tartott előadásokat szerte az USA-ban.

## Magyarországon bemutatott művei
- Mese az Állatkertről (1958)
- Bessie Smith halála (1959)
- A Homokláda (1959)
- Az Amerikai Álom (1960)
- Nem félünk a farkastól (1961–62, – Tony-díj)
- Tiny Alice (Csöppnyi Alicia; 1964)[2]
- Kényes egyensúly (1966 – Pulitzer-díj)
- Mindent a kertbe![3] (1967)
- Box, Mao, Box (1968)
- Tengertánc (1974 – Pulitzer-díj)
- Szilvia a K. (2000 – Tony-díj)

## Magyarul
- Kényes egyensúly. Dráma; ford. Réz Ádám, utószó Osztovits Levente; Európa, Bp., 1969 (Modern könyvtár)
- Drámák; vál., utószó Osztovits Levente, ford. Bartos Tibor et al.; Európa, Bp., 1971
- Nem félünk a farkastól; ford. Elbert János, utószó Ágoston Vilmos; Kriterion, Bukarest, 1974 (Drámák)
- Nem félünk a farkastól. Dráma. Rendezőpéldány; ford. Elbert János, rend. Paál István, bev. Kerényi Imre, Szurmay Ernő; Szigligeti Színház–Verseghy Ferenc Megyei Könyvtár, Szolnok, 1978 (A Szolnoki Szigligeti Színház műsora)